# Philippe-Christine de Lalaing
Philippe-Christine de Lalaing (1545 - probablement à Condé † 1582 - Anvers), était la fille de Charles II de Lalaing (vers 1506 † 1558), comte de Lalaing et Marie de Montmorency-« Nivelle » ( † 5 février 1570), ainsi que l'épouse de Pierre de Melun, prince d'Épinoy, baron d'Antoing, sénéchal du Hainaut, gouverneur de Tournai. En l'absence de son mari, elle défendit la ville de Tournai contre le duc de Parme, Alexandre Farnèse en 1581.

## Dérivés du Nom
Elle est aussi appelée Marie-Christine de Lalaing ou Marie-Philipinne de Lalain ou Philippine-Christine de Lalaing ou Philipotte-Christine de Lalaing.

## Biographie
Philippe-Christine de Lalaing épouse Pierre de Melun le 2 juillet 1572.

## La défense de Tournai
Au milieu du XVIe siècle, la Réforme recueillit une large audience à Tournai, malgré les efforts de Philippe II pour l'éradiquer. En 1566, une grande partie de la population était acquise au calvinisme. En 1576, les États-généraux avaient nommé comme gouverneur de Tournai un homme qui leur était dévoué, Pierre de Melun.
Ce dernier, parti attaquer Gravelines, avait laissé le soin de la défense de Tournai à son lieutenant et à sa femme. Au moment de quitter Tournai, il ne pouvait faire mieux que de prévenir le prince d'Orange que Farnèse attaquait cette ville, malgré l'approche de l'hiver. Le généralissime espagnol arriva inopinément devant la place (1er octobre 1581).
La princesse d'Épinoy opposa une vigoureuse résistance. Elle cria à ses soldats : « C'est moi, c'est la femme de votre gouverneur qui marche à votre tête et sait braver la mort pour le service de la patrie ; suivez mon exemple, je quitterai plutôt la vie que la brèche ». Et elle reçut une blessure au bras en repoussant un assaut,.
Malgré des prodiges de valeur, les assiégés, encouragés par la princesse d'Epinoy, furent obligés de se rendre. Celle-ci obtint (29 novembre 1581) des conditions favorables pour elle et ses troupes. Elle put se rendre à Audenarde ; quant à son mari, il se réfugia en Hollande auprès du Taciturne. Elle se retire à Anvers où elle décède, le 9 juin 1582.

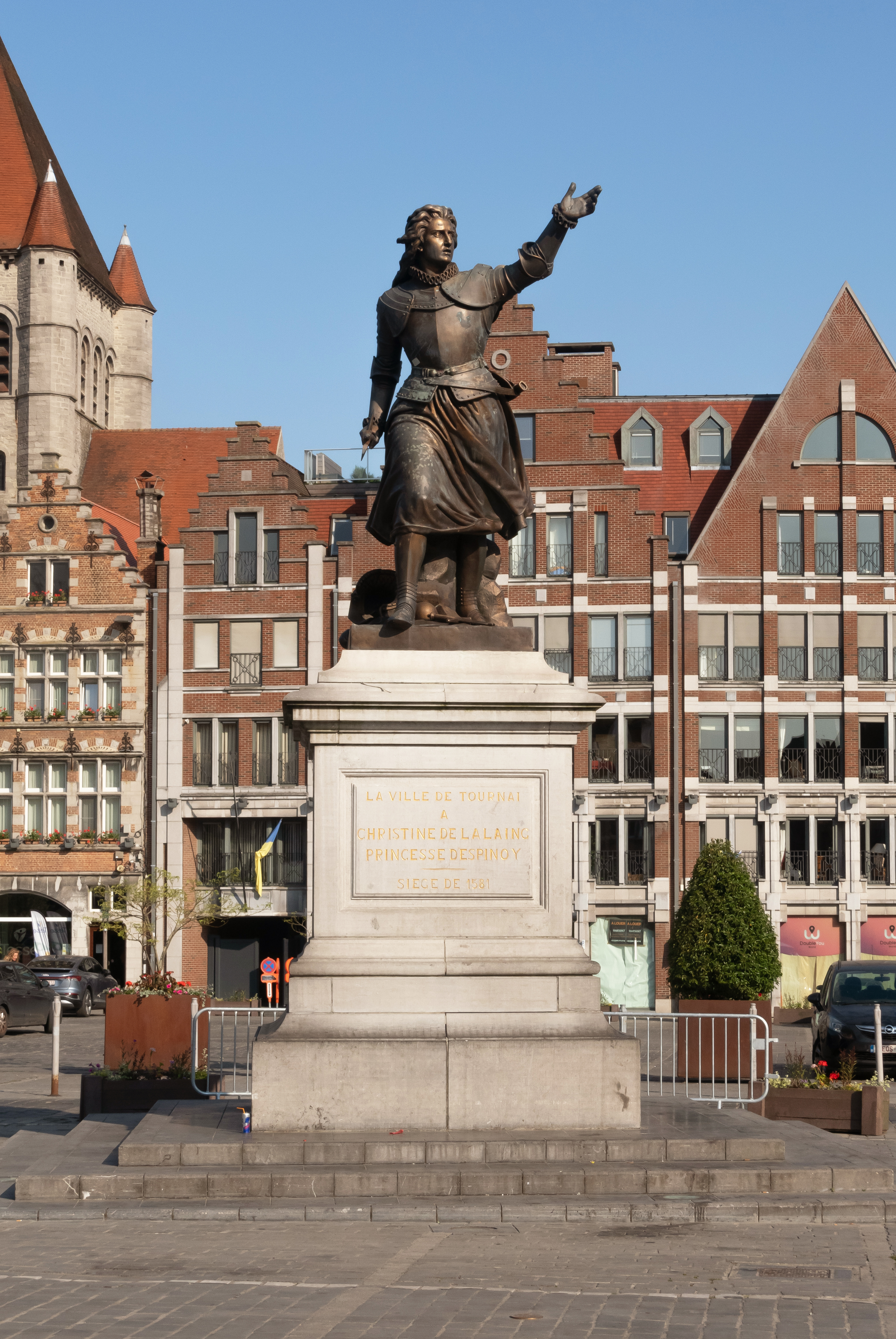
Statue en son honneur à Tournai.
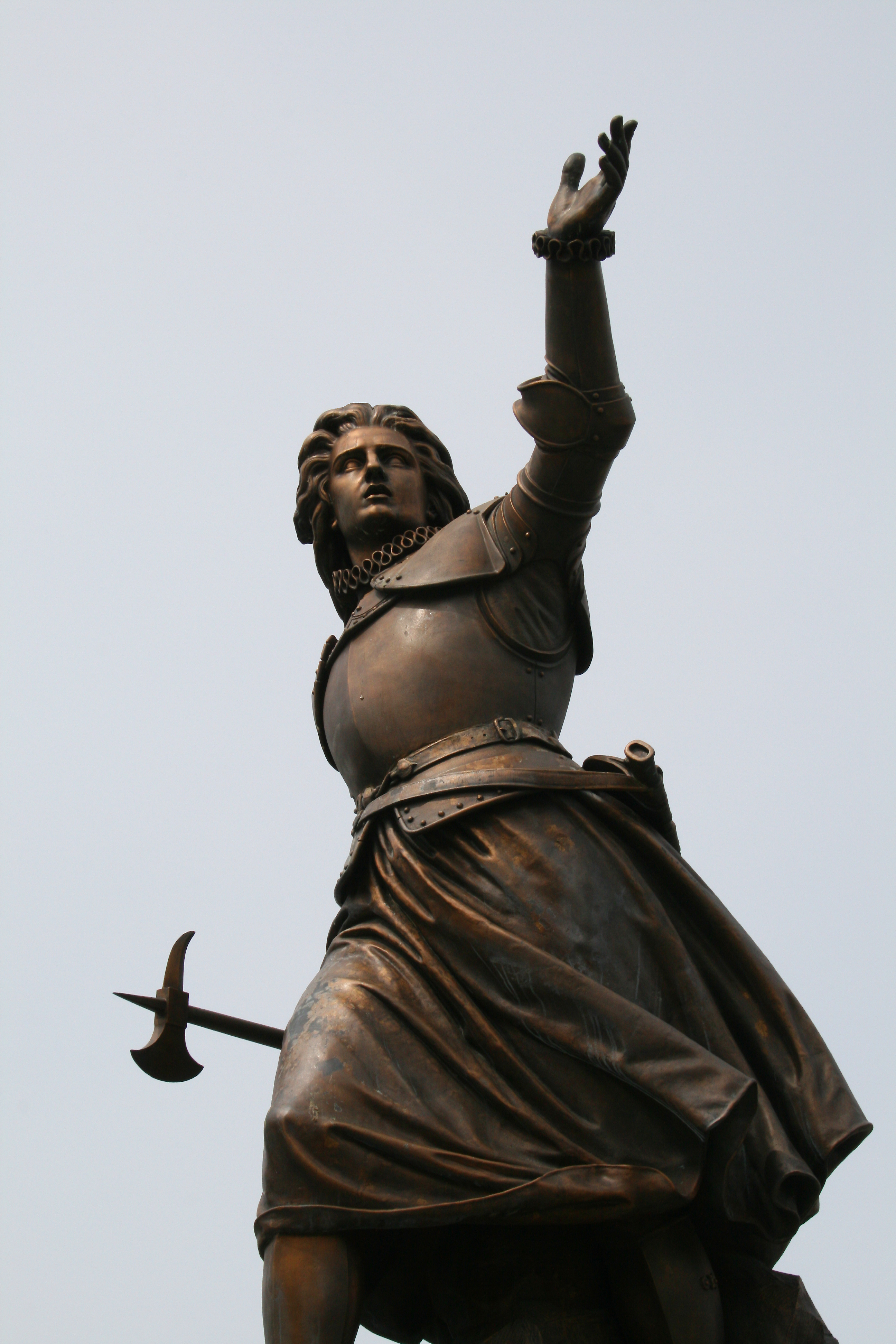
Statue en son honneur à Tournai.
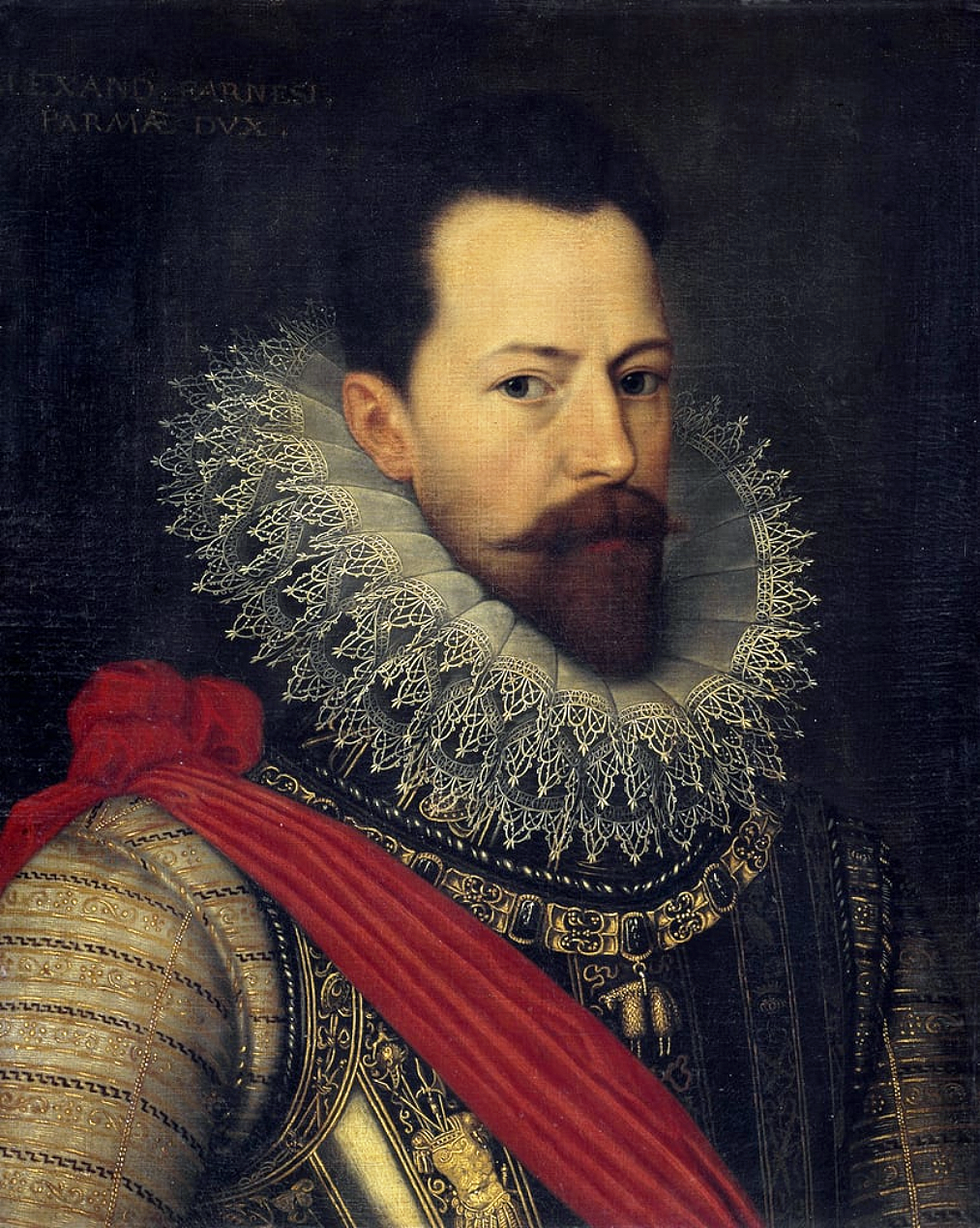
Son adversaire, Alexandre Farnèse.

## Hommage

### Monument
Le centre de la Grand-Place de Tournai est occupé par une statue de bronze réalisée en 1863 par Aimable Dutrieux en l'honneur de Christine de Lalaing.

### Théâtre

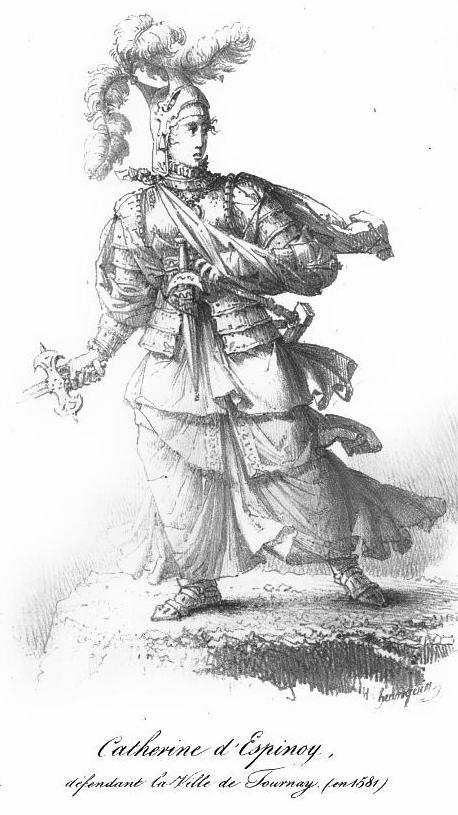
La princesse d'Espinoy défendant Tournay en 1581.

- Pièce dramatique de Jean-Jacques-Philippe Liébert présentée le 19 novembre 1824 : Jean-Jacques-Philippe Liébert, La princesse d'Espinoy, ou le siège de Tournay, 1824 (lire en ligne)